# Wasyl Makowycz
Wasyl Makowycz ukr. Василь Макович (ur. 1833 w Podgrodziu – zm. ?) – ukraiński działacz społeczny. poseł do Sejmu Krajowego Galicji i do austriackiej Rady Państwa
Urodził się w rodzinie greckokatolickiej. Był synem chłopa w Podgrodziu Teodora, następnie sam był właścicielem gospodarstwa i pisarzem gminnym w tej miejscowości. 0d 1856 mąż Heleny z domu Liszczak, z którą miał trzech synów i córkę.
Poseł do Sejmu Krajowego Galicji II kadencji (1867–1869), Wybrany w IV kurii obwodu Brzeżany, z okręgu wyborczego nr 4 Rohatyn–Bursztyn. Poseł do austriackiej Rady Państwa II kadencji (20 października 1868 – 1 kwietnia 1870) wybrany w miejsce Alfreda Józefa Potockiego przez Sejm w kurii X – jako delegat z grona posłów wiejskich okręgów: Brzeżany, Bóbrka, Rohatyn i Podhajce. Jego orientacja polityczna jest trudna do ustalenia, gdyż w niektórych sprawach głosował podobnie jak członkowie Koła Polskiego i wraz z nimi złożył mandat na przełomie marca i kwietnia 1870. Kazimierz Chłędowski zaliczał go z kolei do świętojurców.